# Tipula bathromeces
Tipula bathromeces är en tvåvingeart som beskrevs av Alexander 1962. Tipula bathromeces ingår i släktet Tipula och familjen storharkrankar.
Artens utbredningsområde är Bolivia. Inga underarter finns listade i Catalogue of Life.